# Duhovka (platidlo)

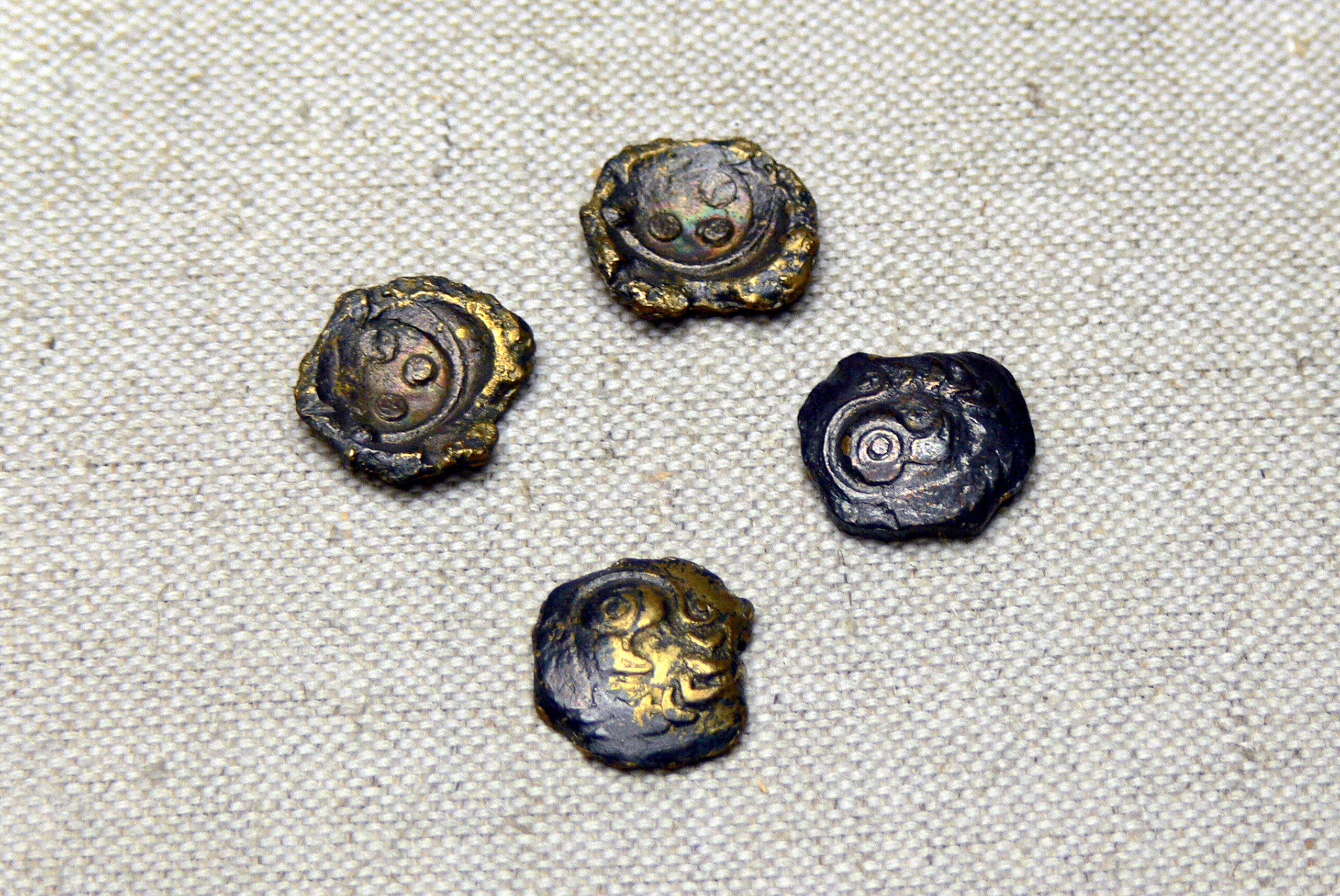
Duhovky v Römermuseum Kastell Boiotro v Pasově

Duhovka je lidový název pro zlaté keltské mince – statéry. Raženy byly patrně v období od 3. do 1. století př. n. l. a nacházejí se v celé oblasti někdejší laténské kultury, od střední Francie přes Porýní, Bavorsko, Rakousko až do Uher (dnešní Maďarsko).

## Název
Duhovky jim kdysi začali říkat lidé, kteří je nacházeli na polích většinou po prudkém dešti, který tyto mince omyl a ty se potom třpytily ve slunci. Lidé tyto zlaté mince spojovali s duhou a domnívali se, že padají právě z ní nebo že se nalézají tam, kde se duha dotýká země. Tento zkrácený český název má svůj ekvivalent v německém Regenbogenschüsselchen = duhové mističky.

## Popis
(Nejen) zlaté mince jsou významným druhem nálezů (registrovaný již v počátcích archeologického, či spíše vlastivědného bádání) pro poznání keltské společnosti. Vzhledem ke své hodnotě a funkci odrážejí její vnitřní vývoj i vnější styky, hospodářskou i technickou úroveň doby a citlivě reagují na historické události. Jejich užívání je jednou z nových znalostí, které Keltové přinesli do prostoru barbarika, tedy i na naše území. Keltové našich zemí nejčastěji přicházeli do styku s makedonskými statéry, které se pak staly předlohou pro vlastní ražbu. Postupem doby z důvodu opotřebování razidel však obraz na mincích hrubne a mění se. Ještě později na mincích výrazně převažuje vlastní keltský umělecký styl vyjádřený svébytnými mincovními obrazy. Tyto výrobky se kromě uměleckých kvalit vyznačují i dokonalým technickým provedením. Nejstarší keltské mince byly raženy snad již na přelomu 4. a 3. století př. n. l.. Užívalo se zlata a nejvyšší zlatou  mincovní jednotkou byl statér, který byl roven 8,6–8,4 g. Jak již bylo řečeno, tyto první mince Keltů napodobovaly mince / statéry makedonských panovníků Filipa II. (359 – 336 př. n. l.) a Alexandra III. Velikého (336 – 323 př. n. l.) s hlavou Pallas Athény na líci a stojící bohyní Niké na rubu. Tyto mince však měly tak vysokou hodnotu, že nebyly vhodné jako běžný směnný prostředek. Kromě užití významnými klienty a v oblasti diplomatické byly tyto keltské statéry atrefaktem prestižním a také v oblasti kultu a náboženství. 
Dalším typem jsou statéry mající na rubu Athénu Alkis a napodobující tetradrachmy makedonského krále Filipa V. (221 – 179 př. n. l.); představují mladší fázi zlatých ražeb z 1. poloviny 2. století př. n. l. V této době, kdy vznikají oppida, s velkým rozvojem obchodu dochází i k velkému nárůstu mincovní produkce. Razí se nejen mince ze zlata s téměř 100% ryzostí, ale i ze stříbra a jiných kovů, které pronikají daleko intenzivněji do běžné směny. Jinou velmi hodnotnou mincí byl stříbrný quinár. Ovšem kromě toho se razí i jejich menší nominální hodnoty – třetinky, osminky a čtyřiadvacetinky, tentokrát již především s mincovními obrazy, na nichž se uplatňují vlastní keltské výtvarné představy. Významnou skupinu tvoří mušlovité statéry; rovněž častými bývají mince s obrazem koně (někdy s jezdcem) nebo kance; jindy se objevuje kolečko s paprsky jako sluneční symbol nebo slunce s paprsky, případně stočený drak. Vedle četných nálezů zlatých a stříbrných ražeb se vyskytují i mince potinové (slitina mědi, cínu a stříbra / olova) a výjimkou nejsou ani falsa, mince s bronzovým jádrem plátovaným zlatem.

## Výroba
Vedle znalosti užívání mincí byla důležitá i jejich výroba. Technologie ražby byla následující: do důlků v mincovních destičkách byl nasypán na mincovních vážkách odvážený zlatý či stříbrný kov, žíháním v plameni roztaven a z takto vzniklých mincovních střížků byly za pomoci razidel (spodního železného kotoučovitého s bronzovou vložkou s negativem mincovního obrazu jedné strany mince a horního válcovitého s negativem druhé strany) raženy mince. Nálezy těchto předmětů, které dokládají ražbu mincí, pocházejí výlučně z oppid a nejvzácnější mezi nimi jsou nálezy razidel. Můžeme předpokládat, že podobně jako později právo razit mince bylo vyhrazeno pouze jedincům („předním představitelům bójského kmene/knížatům nebo králům“) ovládajícím to které území; jejichž jména se často na mincích objevují, zvláště na mladších stříbrných tzv. bratislavských ražbách (BUSU, BUSSUMARUS, IANTUMARUS, COISA, AINORIX, FABRIARIX, EVOIURIX, COUNOS, TITTO, COVIOMARUS, COBROVOMARUS, DEVIL, MACCIUS, NONNOS a nejpočetněji zastoupenými BIATEC, podle nichž těmto mincím říkáme "biateky").

## Rozšíření a významná naleziště
Ražba zlatých mincí převládala u západních keltských kmenů, kdežto u východních Keltů převládaly mince stříbrné; předěl obou druhů ražeb tvoří Morava.
- nejstarší a také největší (40 kg) český poklad keltských zlatých mincí byl objeven v Podmoklech u Rokycan již roku 1771
- další na Hradišti u Stradonic roku 1877
- Starý Kolín
- Trenčianske Bohuslavice (Slovensko)
- oppidum Manching
- Němčice nad Hanou